# Cimbale
Cimbale ali oprekelj so strunsko glasbilo trapezne oblike na štirih lesenih nogah, na katero se igra z dvema z vato in sukancem povitima palicama.
Cimbale omenja že Sveto pismo. Z Bližnjega vzhoda, najverjetneje iz Perzije, so v Evropo prišle z arabskimi ekspanzijami; v evropskem merilu so prvič izpričane v 11. stoletju, na Slovenskem pa od druge polovice 15. stoletja. Do konca 18. stoletja so bile manjše, ob straneh pripete s trakom; nošene okrog vratu. Od 18. stoletja naprej poznamo večje ali koncertne, ki jih sestavljajo štiri lesene noge in pedal. Slovele so kot meščansko glasbilo, a so sčasoma njeno mesto zavzele razvojne oblike klavirja. Ohranile so se v hribovitih podeželskih pokrajinah in v odmaknjenih predelih še dve stoletji kot plesno spremljevalno glasbilo ter pridobile status ljudskega glasbila.